# ガイゲル反射
ガイゲル反射（ガイゲルはんしゃ、英: Geigel reflex）とは、反射のひとつである。ドイツの医師、リヒャルト・ガイゲルの名に由来する。男性のクレマスター反射（精巣挙筋反射）に相当する。

## 反射の概要
プパート靭帯の上端にある筋線維が収縮する反射である。
高所で恐怖を感じる場合の「ヒュン」という感覚の原因となるものである。太ももの内側を撫でることによって誘発される。